# Threshold (álbum)
Threshold é o sexto álbum da banda de heavy metal sueca HammerFall.

## Faixas
| N.º | Título                   | Compositor(es)         | Duração |  |
| 1.  | "Threshold"              | Dronjak, Cans          | 4:43    |  |
| 2.  | "The Fire Burns Forever" | Dronjak, Cans          | 3:20    |  |
| 3.  | "Rebel Inside"           | Dronjak                | 5:32    |  |
| 4.  | "Natural High"           | Dronjak, Cans          | 4:13    |  |
| 5.  | "Dark Wings, Dark Words" | Dronjak, Cans          | 5:01    |  |
| 6.  | "Howlin' with the 'Pac"  | Dronjak, Cans          | 4:04    |  |
| 7.  | "Shadow Empire"          | Dronjak, Cans, Elmgren | 5:13    |  |
| 8.  | "Carved in Stone"        | Dronjak, Cans          | 6:10    |  |
| 9.  | "Reign of the Hammer"    | Elmgren                | 2:48    |  |
| 10. | "Genocide"               | Dronjak, Cans, Elmgren | 4:41    |  |
| 11. | "Titan"                  | Dronjak, Cans          | 4:24    |  |

- Digipack europeu e versões brasileiras contém o videoclipe de "Natural High" como bônus.
- Faixas bônus japonesas: "The Fire Burns Forever SP", "Raise the Hammer (Live)".
- Faixas bônus da edição limitada " DVD: "Natural High", "The Fire Burns Forever", "Making of 'Natural High'".

## Créditos
- Joacim Cans – vocal
- Stefan Elmgren – guitarra, teclado
- Oscar Dronjak – guitarra, vocais, teclado
- Magnus Rosén – baixo e vocais
- Anders Johansson - bateria

## Posições nas paradas
| Parada musical (2006)                 | Melhor posição |
| ------------------------------------- | -------------- |
| Áustria (Ö3 Austria Top 40)           | 30             |
| França (SNEP)                         | 192            |
| Alemanha (Offizielle Deutsche Charts) | 15             |
| Suécia (Sverigetopplistan)            | 1              |
| Suíça (Schweizer Hitparade)           | 32             |